# Wólka Magierowa
Wólka Magierowa – wieś w Polsce położona w województwie mazowieckim, w powiecie grójeckim, w gminie Nowe Miasto nad Pilicą.
| SIMC    | Nazwa    | Rodzaj    |
| ------- | -------- | --------- |
| 0629880 | Borowiec | część wsi |

W latach 1975–1998 miejscowość administracyjnie należała do województwa radomskiego.